# High Voltage
High Voltage (englisch für „Hochspannung“) ist das Debütalbum der australischen Hard-Rock-Band AC/DC, das in zwei unterschiedlichen Versionen veröffentlicht wurde. Die Erste wurde am 17. Februar 1975 ausschließlich in Australien veröffentlicht, ein Jahr später folgte eine LP mit gleichem Namen, jedoch mit abweichender Titelliste und anderem Cover, die auch in Europa und Amerika herausgebracht wurde und daher als internationale Version bezeichnet wird.

## Hintergrund des australischen Albums
Im Gegensatz zum späteren Hard-Rock-Stil der Formation ist High Voltage noch eindeutig hörbar vom Blues und typischen Rock ’n’ Roll der 50er Jahre beeinflusst. Mit Baby Please Don't Go von Big Joe Williams ist hier auch eine der wenigen Coverversionen der Gruppe vertreten.
Die europäische Version enthielt nur die Songs She’s Got Balls und Little Lover von der australischen Platte. Die Titel Baby, Please Don’t Go, Soul Stripper, You Ain’t Got a Hold on Me und Show Business wurden erst 1984 auf der EP ’74 Jailbreak veröffentlicht. Die übrigen Songs Stick Around und Love Song wurden im Jahr 2009 auf dem Boxset Backtracks erstmals außerhalb Australiens veröffentlicht.
Da die Schlagzeuger während der Aufnahmen mehrmals wechselten und eine exakte Namensangabe bislang nicht veröffentlicht wurde, ist es heute schwer nachzuvollziehen, welcher Drummer das jeweilige Lied einspielte.

## Titelliste der australischen Version
1. Baby Please Don’t Go (Big Joe Williams) – 4:40
2. She’s Got Balls (Angus Young, Malcolm Young, Bon Scott) – 4:51
3. Little Lover (Angus Young, Malcolm Young, Bon Scott) – 5:37
4. Stick Around (Angus Young, Malcolm Young, Bon Scott) – 4:44
5. Soul Stripper (Angus Young, Malcolm Young) – 6:23
6. You Ain’t Got a Hold on Me (Angus Young, Malcolm Young, Bon Scott) – 3:30
7. Love Song (Angus Young, Malcolm Young, Bon Scott) – 4:02
8. Show Business (Angus Young, Malcolm Young, Bon Scott) – 4:43

## Hintergrund des international veröffentlichten Albums
Das zweite High-Voltage-Album erschien 1976 auch auf dem internationalen Markt, nachdem AC/DC in Australien schon einige Erfolge feiern konnte. Dieses Album hatte jedoch ein anderes Cover. Außerdem enthielt es neben den zwei oben genannten Songs noch sieben Titel des zweiten australischen Longplayers T.N.T.
It’s a Long Way to the Top ist die Beschreibung des harten Lebens unbekannter Rockmusiker Anfang der 70er. Ein Abschnitt des Stückes wird von Bon Scott am Dudelsack begleitet. Es ist sehr bekannt und wird unter anderem bei Konzerten von Metallica als „Vor-Intro“ vor dem eigentlichen Intro The Ecstasy of Gold von Ennio Morricone gespielt.
Das Lied T.N.T. wird heute von Fans meist als Ebenbild des Charakters von Bon Scott angesehen: explosiv, dynamisch und gefährlich.
Der (auf der australischen Version nicht enthaltene) Titelsong ist ebenfalls einer der Höhepunkte im Schaffen von AC/DC, das Stück wird seit der Veröffentlichung bei nahezu jedem Live-Konzert der Band gespielt.

## Titelliste der internationalen Version
1. It’s a Long Way to the Top (If You Wanna Rock ’n’ Roll) (Angus Young, Malcolm Young, Bon Scott) – 5:01 (Geschnittene Version, Originallänge: 5:15)
2. Rock ’n’ Roll Singer (Angus Young, Malcolm Young, Bon Scott) – 5:04
3. The Jack (Angus Young, Malcolm Young, Bon Scott) – 5:52
4. Live Wire (Angus Young, Malcolm Young, Bon Scott) – 5:50
5. T.N.T. (Angus Young, Malcolm Young, Bon Scott) – 3:34
6. Can I Sit Next to You Girl (Angus Young, Malcolm Young) – 4:12
7. Little Lover (Angus Young, Malcolm Young, Bon Scott) – 5:37
8. She’s Got Balls (Angus Young, Malcolm Young, Bon Scott) – 4:51
9. High Voltage (Angus Young, Malcolm Young, Bon Scott) – 4:03 (Geschnittene Version, Originallänge: 4:22)

## Kritiken
Das Album bekam in der Rockpresse überwiegend positive Kritiken. So etwa im Rock Hard, wo von Autor Götz Kühnemund die Höchstnote 10 vergeben wurde. Er urteilte im selbigen Magazín: „Das in Australien bereits ein Jahr zuvor unter dem Titel T.N.T. und mit leicht verändertem Tracklisting veröffentlichte Album enthält mit It’s a Long Way to the Top (If You Wanna Rock’n’Roll), The Jack, Live Wire, T.N.T. und High Voltage mindestens fünf Alltime-Klassiker, die lange Jahre fester Bestandteil des AC/DC-Live-Sets waren und es zum Teil immer noch sind. Schon auf diesem Europa-Debüt traten sämtliche Trademarks der Band zutage: Malcolms mächtige Gitarrenakkorde, Angus´ improvisierte Blues-Tonleitern, der absolut undurchlässige Rhythmusteppich und natürlich Bon Scotts markanter Reibeisengesang. Muss man haben!“

## Kommerzieller Erfolg

### Chartplatzierungen
Die australische Version des Albums erreichte in ihrem Veröffentlichungsland Platz 14. Die internationale Version erreichte in den US-amerikanischen Billboard 200 Platz 146.
| ChartsChartplatzierungen | Höchstplatzierung | Wochen |
| ------------------------ | ----------------- | ------ |
| Australien (ARIA)        | 14 (? Wo.)        | ?      |

| ChartsChartplatzierungen       | Höchstplatzierung | Wochen |
| ------------------------------ | ----------------- | ------ |
| Deutschland (GfK)              | 12 (3 Wo.)        | 3      |
| Österreich (Ö3)                | 20 (1 Wo.)        | 1      |
| Schweiz (IFPI)                 | 18 (2 Wo.)        | 2      |
| Vereinigte Staaten (Billboard) | 146 (19 Wo.)      | 19     |

### Auszeichnungen für Musikverkäufe
In den Vereinigten Staaten wurde das Album mit Vierfach-Platin für vier Millionen verkaufte Einheiten ausgezeichnet. Im Vereinigten Königreich wurde das Album mit einer goldenen Schallplatte ausgezeichnet.
| Land/Region       | Auszeichnungen für Musikverkäufe (Land/Region, Auszeichnung, Verkäufe) | Verkäufe |
| ----------------- | ---------------------------------------------------------------------- | -------- |
| Australien (ARIA) | 5× Platin                                                              | 350.000  |
| Insgesamt         | 5× Platin ·                                                            | 350.000  |

| Land/Region                  | Auszeichnungen für Musikverkäufe (Land/Region, Auszeichnung, Verkäufe) | Verkäufe  |
| ---------------------------- | ---------------------------------------------------------------------- | --------- |
| Dänemark (IFPI)              | Gold                                                                   | 10.000    |
| Deutschland (BVMI)           | Platin                                                                 | 500.000   |
| Frankreich (SNEP)            | Gold                                                                   | 100.000   |
| Italien (FIMI)               | Platin                                                                 | 50.000    |
| Kanada (MC)                  | 2× Platin                                                              | 290.000   |
| Neuseeland (RMNZ)            | 2× Platin                                                              | 40.000    |
| Schweiz (IFPI)               | Platin                                                                 | 50.000    |
| Spanien (Promusicae)         | Gold                                                                   | 50.000    |
| Vereinigte Staaten (RIAA)    | 4× Platin                                                              | 4.000.000 |
| Vereinigtes Königreich (BPI) | Gold                                                                   | 100.000   |
| Insgesamt                    | 4× Gold · 11× Platin ·                                                 | 5.100.000 |